# 三色之红
《藍白紅三部曲之紅》，（法語：Trois Couleurs: Rouge）是1994年法語電影，克日什托夫·基斯洛夫斯基的最后一部，也是他最後一部電影作品。三部曲探讨了现代法國旗幟中所用三色（藍、白、紅）所隱含的三大主题：自由、平等、博爱。

## 剧情介绍
本片的一大部分剧情发生在瑞士。
电影始于伦敦与日内瓦之间，大学生兼职模特范倫婷和她貌合神离又富于占有欲的男朋友的一次电话通话。当晚范倫婷驾车撞上了一隻走失的懷孕母犬，犬隻伤愈後尋找故主，范倫婷意外地隨之見到了原主——退休法官约瑟夫。本片的主线即為范倫婷發現约瑟夫窃听邻居电话的行為及其所引發的结果，还有约瑟夫向范倫婷吐露往事后两人的精神恋爱。
与此同时，范倫婷的邻居、法学院学生奥古斯特经历了女朋友卡琳的背叛，而卡琳的电话卻正好被她的邻居约瑟夫所竊聽。奥古斯特的遭遇又正巧和令约瑟夫不堪回首最终使他退休隐居的往事極其相近。奥古斯特和约瑟夫兩名劇中人物角色的情節就彷彿是同一个人物在不同年齡時發生的故事，此種表現手法类似基斯洛夫斯基的前作《雙面薇若妮卡》裡两个相同人物的不同生活轨迹。
另外，作為三色三部曲的結尾，前兩部電影「藍色情挑」和「白色情迷」的重要角色們也在本片最後英吉利海峽渡輪船難事件之中以獲救倖存者的身分出現。

## 主要演员
- 伊蓮·雅各：瓦伦丁
- Jean-Louis Trintignant：约瑟夫 科恩（法官）
- Jean-Pierre Lorit：奥古斯特
- Frédérique Feder：卡琳
- Samuel Le Bihan：摄影师

## 評價
《紅色情深》獲得媒體和影評家的正面評價，爛番茄根據57條專業評論，總計獲得「新鮮」度100%，平均分數8.7/10，網站共識評價寫道：「一幅複雜、激動人心、美麗實現的相互關聯生活的寫照，《紅色情深》是一部非凡三部曲的迷人結局。」，為該網站罕見的爛蕃茄100%新鮮度電影名單之一。Metacritic則根據54條評論，總計獲得加權平均分數滿分100分，代表「普遍讚譽」。本片是少數同時在爛番茄和Metacritic取得100%好評度的電影。

## 获得奖项
1994年
- 法國電影評論協會乔治 梅里埃奖
- 戛纳电影节最佳女演员提名 － 伊蓮·雅各

1995年：
- 凯撒奖最佳电影音乐 － Zbigniew Preisner
- 第67届奥斯卡獎三项提名
  - 奥斯卡最佳导演
  - 奥斯卡最佳摄影
  - 奥斯卡最佳原创剧本奖

## 外部連結
- 互联网电影数据库（IMDb）上《紅色情深》的资料（英文）
- 豆瓣电影上《三色之红》的資料 （简体中文）
- AllMovie上《Three Colors: Red》的资料（英文）
- Box Office Mojo上《Three Colors: Red》的資料（英文）
- 爛番茄上《Three Colors: Red》的資料（英文）
- 时光网影片主页